# Leleuvia

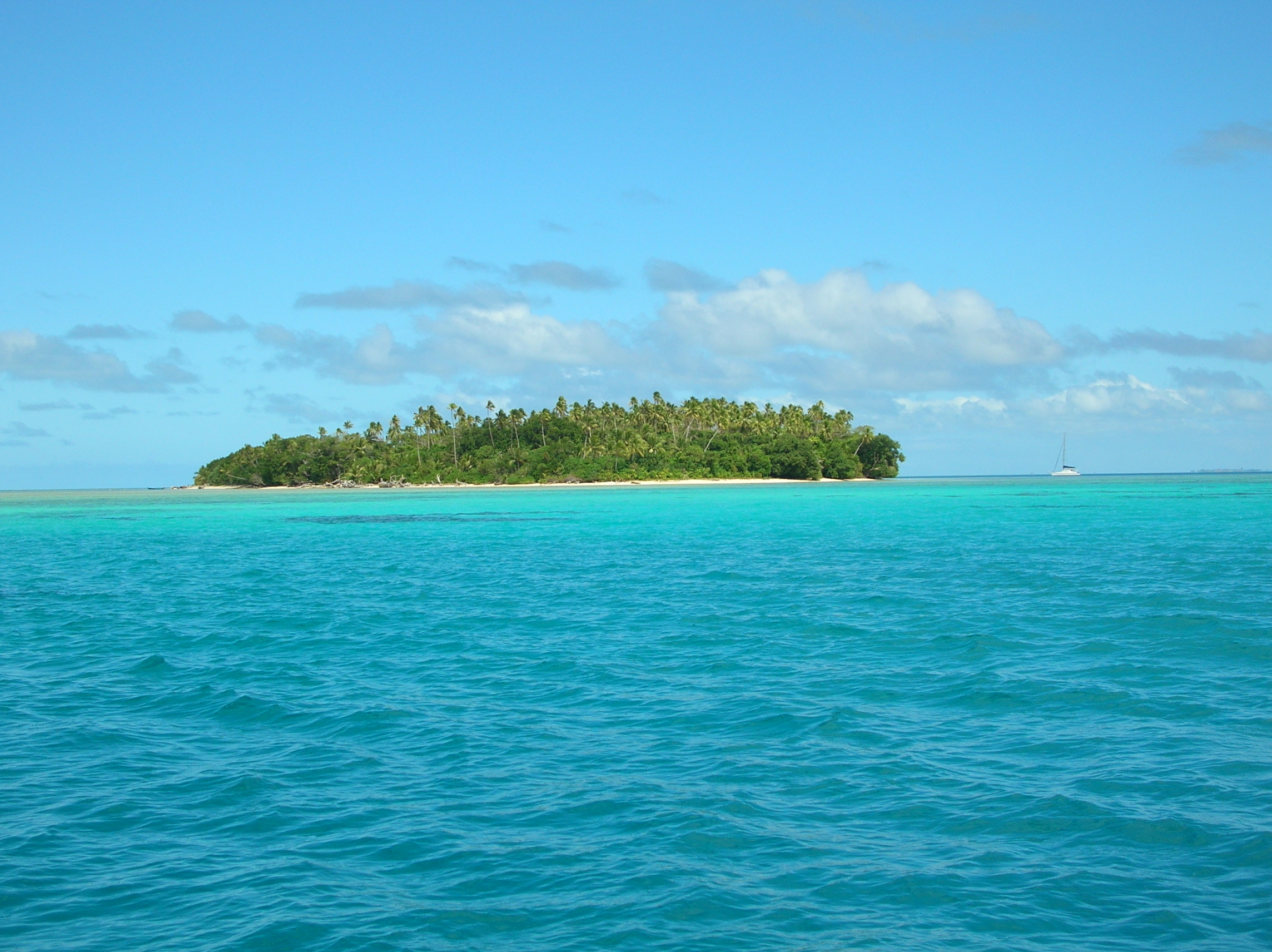
Leleuvia Island, Fiji

Leleuvia är en korallö i provinsen Tailevu i Fiji. Den är 68 000 kvadratmeter stor och hyrs av ett företag vid namn Saluwaki Limited, vars avsikt är att fräscha upp öns turistanläggningar. Ön är populär bland kitesurfare och människor som tycker om att söka efter strandfynd.